# Centrum Handlowe Jantar
Centrum Handlowe Jantar, potocznie: Jantar – kompleks handlowo-rozrywkowy znajdujący się w Słupsku pomiędzy ulicami Szczecińską i Kołobrzeską. Największe centrum handlowe miasta oraz jedno z największych w Polsce północnej. Nazwą oraz stylistyką centrum nawiązuje do występującego nad Bałtykiem bursztynu - słowo jantar stanowiło dawny odpowiednik określenia na bursztyn w językach słowiańskich.
Klientom oferuje się możliwość dokonywania zakupów w ponad 120 lokalach handlowych, od poniedziałku do soboty w godzinach od 9 do 21, w niedziele do godziny 20. Do największych najemców należą m.in. sieci: Multikino, Media Markt, Jula, Rossmann, Decathlon, Reserved, Cropp, H&M, New Yorker, Empik, RTV Euro AGD.
Przy kompleksie znajduje się pętla autobusowa wraz z przystankiem „CH Jantar”, z której to odjeżdżają autobusy większości linii miejskich.

## Historia

### Wydarzenia sprzed istnienia C.H. Jantar (do 2007)

#### Okres przed urbanizacją (do 1970)
Tereny na których znajduje się obecnie Centrum Handlowe Jantar pozostawały aż do lat sześćdziesiątych XX - go wieku gruntami ornymi, choć będącymi administracyjnie w granicach miasta, to pozbawionymi jakiejkolwiek zabudowy - za wyjątkiem pojedynczego gospodarstwa rolnego (znajdującego się naprzeciw współczesnego parkingu od strony północnej) wyburzonego w roku 2022. Wraz z rozwojem Słupska, w tym dynamicznym wzrostem jego liczby ludności, płaskie, proste w zabudowie ziemie wybrano jako dogodną lokalizację dla kolejnych osiedli mieszkaniowych oraz inwestycji przemysłowych.

#### Lata Sezamoru (1970 - 2007)
W miejscu obecnego kompleksu handlowo - usługowego zdecydowano się ulokować nowe budynki dla Sezamoru (pełna nazwa: „Słupski Zakład Urządzeń Okrętowych Sezamor”), istniejącego od 1945 roku przedsiębiorstwa produkującego urządzenia montowane na jednostkach morskich, w tym głównie łańcuchów okrętowych. Decyzję o wybudowaniu hal produkcyjnych argumentowano niewystarczającą ilością miejsca, stanem technicznym i ograniczonymi możliwościami mocy przerobowych w ówczesnej placówce zakładu, znajdującej się w centrum miasta, przy ulicy Mickiewicza. Obiekty Sezamoru zostały wybudowane tuż przy samej zachodniej granicy administracyjnej miasta, na ulicy Szczecińskiej, a ich otwarcie nastąpiło w roku 1970. Nowa placówka zajmowała powierzchnię ponad 4 hektarów.
Przy zakładzie powstały osiedla: Osiedle Niepodległości (ówcześnie Osiedle Budowniczych Polski Ludowej) oraz Osiedle Piastów, oba zaprojektowane i wybudowane przez Inwest Projekt Słupsk dla Spółdzielni Mieszkaniowej „Kolejarz” w Słupsku, nastąpił także wzrost populacji leżącej tuż przy granicy z zakładem Kobylnicy, dzięki czemu w późniejszym czasie powstawania centrum handlowego w jego bezpośrednim otoczeniu mieszkało ponad 25 tys. ludzi.
Na przełomie lat 80. i 90. XX wieku, ze względu na procesy transformacji ustrojowej i gospodarczej, w tym utraty wielu kontraktów i klientów krajowych oraz z państw byłego bloku wschodniego, Sezamor zaczął odczuwać pierwsze kłopoty finansowe. Nasiliły się one po roku 2000, gdy zakład zmuszony został do poważnych cięć finansowych. Brak zamówień i trwająca kilkanaście lat nierentowność sprawiły, że w roku 2005 przedsiębiorstwo ogłosiło upadłość - rozpoczął się proces likwidacji, a także sprzedaż zabudowań i ziemi po nim pozostałych. Wtedy to, działką zainteresowały się różne firmy deweloperskie, poszukujące powierzchni nadających się do budowy centrów handlowych.

### Budowa nowego centrum handlowego (2007 - 2011)

#### Etap I - budowa właściwa (2007 - 2008)
19 września 2007 roku, za cenę w przedziale od 8 do 10 milionów złotych, nieruchomość została zakupiona przez, należącą do niemieckiej Grupy Finansowej Casino, firmę Mayland Real Estate, która to zaczęła wyburzanie byłych hal produkcyjnych. Budowa nowego kompleksu została podzielona na kilka etapów, wobec czego poszczególne części centrum były otwierane w różnym przedziale czasowym.
Prace budowlane centrum handlowego rozpoczęto jesienią roku 2007. Trwały one około dwanaście miesięcy, w którym to czasie powstała główna, pierwsza część centrum, a także nowe drogi oraz parking przy ulicy szczecińskiej. Oficjalne otwarcie nastąpiło na przełomie września i października 2008 roku. W dniu otwarcia powierzchnia użytkowa budynku wynosiła 22 tys. metrów kwadratowych. Największy box, mający metraż ponad 8 tysięcy metrów kwadratowych został wynajęty przez sieć hipermarketów Real.
Inwestycja uzyskała aktywne wsparcie od ważnych lokalnych polityków. Ówczesny prezydent miasta Słupsk Maciej Kobyliński oraz wiceprezydent Krzysztof Sikorski zapowiadali powstanie w środku lub obok centrum nowej siedziby miejskiej filharmonii. Miasto planowało sfinansować to przedsięwzięcie w ramach partnerstwa ze spółką Mayland Real Estate, gdzie koszta budowy pokryłaby firma, za pomocą zewnętrznych funduszy. Ostatecznie jednak plany te nigdy nie doczekały się realizacji.

#### Etap II - dalsza rozbudowa (2008 - 2011)
Ze względu na początkowe duże zainteresowanie pierwszą częścią nowego centrum usługowo - handlowego, zarówno przez klientów detalicznych, jak i przez sieci różnych marek sklepów, właściciele przyspieszyli proces dalszej rozbudowy kompleksu (pierwotnie zaplanowana była ona w dłuższym okresie czasu). Prace podzielono na dwa etapy: etap II: polegający na powiększeniu poziomu 0 o nową aleję handlową, znajdującą się pomiędzy wejściem numer 1 a wejściem numer 2, oraz etap III: powiększający parter budynku od strony wschodnio - południowej, wraz z dodatkowym wejściem numer 3, oraz dodający nowy poziom -1, z wejściem numer 4 w stronę ulicy Kołobrzeskiej, gdzie powstał także kolejny plac parkingowy. Wmurowanie kamienia węgielnego pod budowę etapu II nastąpiło 25 maja 2010 roku.
Realia kryzysu roku 2008 uderzyły w zachodnioeuropejskie i amerykańskie fundusze inwestycyjne oraz firmy budowlane, które powiązane były od początku z całością budowy. Wobec tego, chcąc odzyskać część straconych kosztów, zarządcy kompleksu Jantar podnieśli czynsze za wynajem powierzchni handlowych, co w połączeniu ze spadkiem sprzedaży, doprowadziło do likwidacji kilku lokali handlowych (sieci: Monnari, Roy, Van Hellder, Aromatyczny Zakątek). Właściciele nie zrezygnowali jednak z planów dalszej rozbudowy, realizując je we wspomnianym przyspieszonym terminie.
W początkowym okresie przed centrum znajdował się czterokondygnacyjny biurowiec byłego Sezamoru, przez nowych właścicieli wykorzystywany częściowo jako powierzchnia biurowa. Już od początku trwania nowej inwestycji Mayland Real Estate planował jednak finalne wyburzenie obiektu - wraz ze zwiększaniem się liczby klientów nowej galerii, pewnym było, że zaistnieje potrzeba powiększenia dostępnej powierzchni parkingowej. W październiku roku 2010 budynek ostatecznie rozebrano.
W grudniu 2010 roku ogłoszona została, planowana już wiosną, sprzedaż całości centrum handlowego brytyjsko - amerykańskiemu funduszowi European Property Investors Special Opportunities za kwotę 92 milionów euro. Uzgodniono, że postępującą rozbudowę sfinansuje i ukończy poprzedni właściciel, Firma Mayland Real Estate, pozostała także dalszym zarządcą obiektu oraz otrzymała kredyt bankowy, w wysokości 65 milionów euro na wypełnienie swojej części umowy.
Otwarcie etapu II budowy kompleksu Jantar nastąpiło 18 listopada 2011 roku. Powierzchnia użytkowa galerii zwiększyła się dwukrotnie - z 23 tysięcy metrów kwadratowych do 46 tysięcy i została przeznaczona głównie dla sklepów odzieżowych (m.in. Zara, Bershka, New Yorker, Diverse) oraz z produktami luksusowymi (m.in. Pandora, Bytom). 

#### Etap III - ulica Kołobrzeska (2011 - 2012)
W ramach zwiększania dostępności, zachęcania kolejnych klientów do odwiedzin oraz współpracy inwestora z miastem, podjęto szeroki zakres działań rozbudowy infrastruktury. Od ulicy Szczecińskiej właściciele centrum zobowiązali się na sfinansowanie remontu przejścia dla pieszych, uzupełniając je o sygnalizację świetlną. Od ulicy Kołobrzeskiej zaplanowano większe zmiany - do czasu powstania budynków Jantar była to jedynie ślepa, boczna jezdnia, prowadząca na tyły zakładów przy ulicy Szczecińskiej, oraz do placu wraz z obiektami Centrum Nadzoru Ruchu (część Zarządu Infrastruktury Miejskiej Słupsk). Spółka Maryland Real Estate za kwotę 7 milionów złotych zbudowała brakujące półtorej kilometra trasy, dzielące ją z ulicą Grottgera, zapewniając nowy korytarz komunikacyjny w mieście. Otwarcie łącznika nastąpiło tuż przed końcem etapu II, dnia 3 listopada 2011 roku. Ustalono także, że linie autobusowe kończące się na pobliskiej pętli przy ulicy Dmowskiego zostaną przeniesione na nową pętlę i przystanek przy wejściu numer 4, powstałego na placu przy budynkach CNR. Parking na poziomie 0 oraz na poziomie -1 połączone zostały także nową drogą wewnętrzną od strony wschodniej.
Etap III planowano uruchomić w przeciągu miesiąca od nowej ulicy Kołobrzeskiej, założenia tego jednak nie udało się dotrzymać. Ostatnią część Centrum Handlowego Jantar oficjalnie otwarto 18 maja 2012 roku, kończąc w ten sposób budowę właściwą. Dwa dni później, jako kolejną część uroczystości związanych, w nowej zabudowie odbył się koncert piosenkarza Andrzeja Piasecznego. Nową powierzchnię handlową przeznaczono - na poziomie 0 - dla sklepów odzieżowych, z artykułami domowymi, kosmetykami (m.in. House, Cropp, Reserved, Rossmann)  oraz - na poziomie -1 - dla długo oczekiwanej strefy gastronomicznej (m.in. KFC, Burger King, Pizza Hut, Berlin Döner Kebap) i usług rozrywkowych (m.in. Kręgielnia MK Bowling, Multikino z sześcioma salami projekcyjnymi).
Licząc wszystkie etapy łącznie osiągnięto powierzchnię handlową ponad 55 tysięcy metrów kwadratowych, a liczba całkowita boxów dla sklepów wyniosła 141.

### Działalność współczesna (od 2012)

#### Pierwsze lata pełnego funkcjonowania (2012 - 2020)
Od czasu zakończenia całokształtu budowy kompleks zajmował się głównie działalnością bieżącą: zarządzaniem, najmem powierzchni handlowych, pozyskiwaniem nowych sprzedawców, obsługą klienta. Największymi zmianami w centrum były kolejne zamknięcia - m.in. Kappahl, Nanu Nana, 5-10-15, Venecia, Camaieu, Vogue, Filippo, Traper, Zara, Stradivarius, Pull&Bear - oraz otwarcia w ich miejsce coraz to nowszych sieci sklepów - Coccodrillo, Intermarché, Takko, Just Gym, Trattoria Vincenzo.
W ramach promocji oraz zachęty do odwiedzin organizowano także wszelakiego rodzaju wydarzenia kulturalne, społeczne, okolicznościowe czy charytatywne; wśród tychże można wymienić:
- 23 czerwca 2012 roku odbył się „bieg w szpilkach”, podczas którego pięćdziesiąt zawodniczek musiało przebiec jak najszybciej trasę po Centrum Handlowym Jantar. Zwyciężczynie otrzymały bony pieniężne na organizowaną w tej samej placówce „noc zakupów”[46].
- Wrześniem 2012 roku lokal znajdującej się w galerii sieci Subway zorganizował praktyki zawodowe dla uczniów Zespołu Szkół Agrotechnicznych w Słupsku[47].
- Końcem listopada 2013 roku dla lokalnych, krajowych jak i zagranicznych przedsiębiorców zorganizowano w salach Multikina konferencje biznesowe, poświęcone m.in. działalności franczyzowej w Polsce[48].
- Aktor Maciej Musiał swą obecnością i udzielonym wywiadem uzupełnił wydarzenia organizowane ze względu na Święta Wielkanocne dnia 18 kwietnia 2014 roku[49].
- 13 czerwca 2014 roku wraz z Regionalnym Centrum Krwiodawstwa i Krwiolecznictwa w Słupsku, w ramach akcji „Zbieramy krew dla Polski” na terenie kompleksu przeprowadzono zbiórkę krwi[50].
- W ramach XXII Pomorskiej Wiosny Literackiej zaproszono pisarkę Ewę Chotomską do akcji wspólnego czytania, promującego bezpłatną wymianę książek[51].
- We wrześniu 2015 roku, z okazji siódmych urodzin otwarcia Centrum Handlowego Jantar zorganizował tygodniowe uroczystości, w tym loterie, konkursy, zabawy, pokazy mody, wydarzenia kulinarne i nie tylko[52].
- Na przełomie września i października 2015 roku odbyła się akcja zbiórki odzieży pod hasłem „Dasz&Masz”, zakończona aukcją charytatywną[53].
- 30 grudnia 2015 roku na żywo wystąpił artysta Dawid Kwiatkowski[54].
- W maju 2016 roku swoją konferencję prasową zorganizował w centrum Kamil Grosicki, ówczesny członek Reprezentacji Rzeczpospolitej w sporcie piłki nożnej mężczyzn[55].
- Czerwcem 2016 roku spotkaniem z kibicami oficjalnie zakończono 15 sezon zespołu koszykarskiego Czarni Słupsk[56].
- Z okazji 26 Finału Wielkiej Orkiestry Świątecznej Pomocy w Słupsku, dnia 14 stycznia 2018 w kondygnacji niższej odbył się koncert piosenkarza Michała Szpaka[57].

W latach 2016 - 2019 Centrum Handlowe Jantar organizowało półmaraton „Biegiem do Jantara”, w którym to jego uczestnicy za określoną liczbę przebiegniętego dystansu otrzymać mogli różnej wysokości bony podarunkowe na zakupy w tejże.
Między rokiem 2013 a 2019 zarządcą obiektu stała się amerykańska firma Cushman & Wakefield.

#### Pandemia COVID - 19 (2020 - 2022)
Światowa pandemia wirusa SARS-CoV-2 dnia 4 marca 2020 roku oficjalnie dotarła do Polski, a już dziesięć dni później, ze względu na wprowadzony krajowy stan zagrożenia epidemicznego ograniczono działalność wszystkich kompleksów handlowo - usługowych, w tym także Centrum Handlowego Jantar, stawiając placówkę w stanie de facto zamkniętym. 2 miesiące później, dnia 4 maja 2020 roku pozwolono na częściowe otwarcie, lecz za zachowaniem znaczących obostrzeń, takich jak limit odwiedzających w przeliczeniu: jedna osoba na 15 m2 powierzchni, czy zakazem serwowania posiłków wewnątrz.
W roku 2020 czwarta edycja półmaratonu „Biegiem do Jantara”, pod dodatkowym hasłem „Słupsk biega! Osobno ale razem!” odbyła się w formie internetowej i indywidualnej - sportowcy mogli wziąć udział jedynie w biegu w pojedynkę, a postępy swe rejestrować musieli za pomocą aplikacji na telefon lub przez platformy społecznościowe.
Kolejne miesiące, przynoszące zmiany w rządowej polityce dotyczącej zarządzania skutkami globalnej pandemii oraz przez postępujące po sobie fale działania wirusa, wpływały na dalsze funkcjonowanie galerii, między innymi przez organizowanie wraz z Policją i Inspekcją Sanitarną patroli. Poluzowanie ograniczeń po tak zwanej III fali pandemii doprowadziło majem 2021 roku do zauważalnego wzrostu ilości klientów odwiedzających galerię.
Stan zwyczajnego funkcjonowania centrum osiągnęło w okresie od marca do czerwca roku 2022, wraz ze spadkiem ilości obostrzeń sanitarnych oraz zmianą całokształtu sytuacji stanu epidemii na stan zagrożenia epidemicznego.

#### Obecnie (od 2022)
Działalność Centrum Handlowego Jantar w latach po pandemii skupiła się na powrocie do procesów i pracy sprzed tejże, a więc na ponownym zarządzaniu obiektem, wynajmem powierzchni handlowych, reklamą i zachętą do zakupów. Ponownie organizowane być zaczęły różnej kategorii promocje i uroczystości, a wśród tychże:
- W październiku 2024 roku galeria zorganizowała „Targi Kultury”, będące cyklem pokazów, wystąpień artystycznych oraz wykładów naukowych ze współpracą z Filharmonią Sinfonia Baltica, Teatrem Lalki Tęcza, Biblioteką miejską w Słupsku, Bałtycką Biblioteką Cyfrową, Nowym Teatrem im. Witkacego w Słupsku, Słupskim Ośrodkiem Kultury, Bałtycką Galerią Sztuki Współczesnej, Muzeum Pomorza Środkowego i Miastem Słupsk[65].
- Osobistość internetowa Blowek (Karol Grzegorz Gązwa) spotkał się ze swoimi fanami, jako część większego bloku atrakcji dotyczących rozrywki cyfrowej.
- 21 czerwca 2025 roku wystawiono spektakl oraz widowisko dla dzieci pod hasłem „JULiJAN Dzieciom"[66].

Jako nową formę promowania marki Centrum Handlowe Jantar stworzona została maskotka nazwana „Jantarkiem”, będąca spersonifikowaną bryłką bursztynu. Istnieją dwie wersje postaci: smuklejsza, o kończynach i twarzy w stylu rysunku ołówkowego, używana w materiałach prasowych, oraz wariant przygotowany jako fizyczny kostium, zakładany przez pracowników galerii, o innych proporcjach i ułożeniu elementów ciała.

## Oferta handlowa

### Lista sklepów
Zgodnie z oficjalną informacją umieszczoną na stronie internetowej Centrum Handlowego Jantar, na dzień 31 lipca 2025 roku liczba różnych marek i sieci prowadzących sprzedaż na terenie kompleksu wynosi 125 punktów. Poniżej znajduje się lista sklepów, wraz z przypisaną im kategorią branżową, zgodną ze stanowiskiem galerii.
| Sklep                       | Logo | Kategoria | Kondygnacja |
| --------------------------- | ---- | --- | ----------- |
| Coccodrillo                 |      | Artykuły dziecięce | 0           |
| Gudi Home                   |      | Artykuły dziecięce / Moda / Moda damska / Moda męska / Obuwie i galanteria skórzana / RTV, AGD, wyposażenie domu / Sport | 0           |
| Pepco                       |      | Artykuły dziecięce / Moda / Moda damska / Moda męska / RTV, AGD, wyposażenie domu                                        | 0           |
| Reserved Kids               |      | Artykuły dziecięce | 0           |
| Smyk                        |      | Artykuły dziecięce | 0           |
| Czas na Herbatę             |      | Artykuły spożywcze | 0           |
| Dealz                       |      | Artykuły spożywcze | 0           |
| Piekiarnia - Cukiernia Eres |      | Artykuły spożywcze | 0           |
| Żabka                       |      | Artykuły spożywcze | -1          |
| Apart                       |      | Biżuteria i akcesoria | 0           |
| Briju                       |      | Biżuteria i akcesoria | 0           |
| Dipiu                       |      | Biżuteria i akcesoria | 0           |
| Glamour                     |      | Biżuteria i akcesoria | 0           |
| Pandora                     |      | Biżuteria i akcesoria | 0           |
| Swiss                       |      | Biżuteria i akcesoria | 0           |
| Time Trend                  |      | Biżuteria i akcesoria | 0           |
| Verona Jewellery            |      | Biżuteria i akcesoria | 0           |
| Vezzi                       |      | Biżuteria i akcesoria | 0           |
| W. Kruk                     |      | Biżuteria i akcesoria | 0           |
| Yes                         |      | Biżuteria i akcesoria | 0           |
| Big Star                    |      | Moda / Moda damska / Moda męska                                                                                          | 0           |
| Bytom                       |      | Moda / Moda męska | 0           |
| Carry                       |      | Moda / Moda damska / Moda męska                                                                                          | 0           |
| Cropp                       |      | Moda / Moda damska / Moda męska                                                                                          | 0           |
| Diverse                     |      | Moda / Moda męska | 0           |
| Diverse Woman               |      | Moda / Moda damska | 0           |
| Esotiq                      |      | Moda / Moda damska | 0           |
| Gatta                       |      | Moda / Moda damska | 0           |
| Giacomo Conti               |      | Moda / Moda męska | 0           |
| H&M                         |      | Moda / Moda damska / Moda męska                                                                                          | 0           |
| HalfPrice                   |      | Moda / Moda damska / Moda męska / RTV, AGD, wyposażenie domu                                                             | 0           |
| Hortons                     |      | Moda / Moda damska / Moda męska                                                                                          | 0           |
| House                       |      | Moda / Moda damska / Moda męska                                                                                          | 0           |
| Kubenz                      |      | Moda / Moda męska | 0           |
| Lee Wrangler                |      | Moda / Moda damska / Moda męska                                                                                          | 0           |
| Levis - Guess - Mustang     |      | Moda / Moda damska / Moda męska                                                                                          | 0           |
| Marilyn                     |      | Moda / Moda damska | 0           |
| Medicine                    |      | Moda / Moda damska / Moda męska                                                                                          | 0           |
| Mohito                      |      | Moda / Moda damska | 0           |
| Monnari                     |      | Moda / Moda damska | 0           |
| New Yorker                  |      | Moda / Moda damska / Moda męska                                                                                          | 0           |
| Pako Lorente                |      | Moda / Moda męska | 0           |
| Reserved                    |      | Moda / Moda damska / Moda męska                                                                                          | 0           |
| Sinsay                      |      | Moda / Moda damska | 0           |
| Smith's                     |      | Moda / Moda męska | 0           |
| Solar                       |      | Moda / Moda damska | 0           |
| Solo Fashion                |      | Moda / Moda damska | 0           |
| Top Secret                  |      | Moda / Moda damska | 0           |
| Triumph                     |      | Moda / Moda damska | 0           |
| Vistula - Wólczanka         |      | Moda / Moda męska | 0           |
| Meduza                      |      | Moda damska / Obuwie i galanteria skórzana                                                                               | 0           |
| Empik                       |      | Multimedia, Prasa, Książki                                                                                               | -1          |
| Inmedio                     |      | Multimedia, Prasa, Książki                                                                                               | 0           |
| Kolporter                   |      | Multimedia, Prasa, Książki                                                                                               | 0           |
| Świat Książki               |      | Multimedia, Prasa, Książki                                                                                               | 0           |
| Prezent Marzeń              |      | Multimedia, Prasa, Książki / Usługi, zabawa i inne / Zdrowie i uroda                                                     | 0           |
| CCC                         |      | Obuwie i galanteria skórzana                                                                                             | 0           |
| Deichmann                   |      | Obuwie i galanteria skórzana                                                                                             | 0           |
| New Balance                 |      | Obuwie i galanteria skórzana / Sport                                                                                     | 0           |
| Ochnik                      |      | Obuwie i galanteria skórzana                                                                                             | 0           |
| Ryłko                       |      | Obuwie i galanteria skórzana                                                                                             | 0           |
| Wittchen                    |      | Obuwie i galanteria skórzana                                                                                             | 0           |
| Wojas                       |      | Obuwie i galanteria skórzana                                                                                             | 0           |
| Berlin Doner Kebap          |      | Restauracje i kawiarnie                                                                                                  | -1          |
| Boboq                       |      | Restauracje i kawiarnie                                                                                                  | -1          |
| Burger King                 |      | Restauracje i kawiarnie                                                                                                  | -1          |
| Grycan                      |      | Restauracje i kawiarnie                                                                                                  | 0           |
| Kentucky Fried Chicken      |      | Restauracje i kawiarnie                                                                                                  | -1          |
| Pizza Hut                   |      | Restauracje i kawiarnie                                                                                                  | -1          |
| Lotos                       |      | Restauracje i kawiarnie                                                                                                  | -1          |
| Olimp                       |      | Restauracje i kawiarnie                                                                                                  | -1          |
| So! Coffie                  |      | Restauracje i kawiarnie                                                                                                  | -1          |
| SoKo                        |      | Restauracje i kawiarnie                                                                                                  | -1          |
| Subway                      |      | Restauracje i kawiarnie                                                                                                  | -1          |
| Tchibo                      |      | Restauracje i kawiarnie                                                                                                  | 0           |
| Action                      |      | RTV, AGD, wyposażenie domu                                                                                               | 0           |
| Home & You                  |      | RTV, AGD, wyposażenie domu                                                                                               | 0           |
| Jula                        |      | RTV, AGD, wyposażenie domu                                                                                               | 0           |
| Media Markt                 |      | RTV, AGD, wyposażenie domu                                                                                               | 0           |
| Nela                        |      | RTV, AGD, wyposażenie domu                                                                                               | 0           |
| RTV Euro AGD                |      | RTV, AGD, wyposażenie domu                                                                                               | 0           |
| 4F                          |      | Sport | 0           |
| 50 Style                    |      | Sport | 0           |
| Decathlon                   |      | Sport | 0           |
| Just Gym                    |      | Sport / Usługi, zabawa i inne                                                                                            | -1          |
| Martes                      |      | Sport | 0           |
| Olimp Store                 |      | Sport | 0           |
| Pitbull                     |      | Sport | 0           |
| Sizeer                      |      | Sport | 0           |
| Snipes                      |      | Sport | 0           |
| Canal Plus                  |      | Usługi, zabawa i inne | 0           |
| Coral Travel                |      | Usługi, zabawa i inne | 0           |
| Cztery Łapy                 |      | Usługi, zabawa i inne | 0           |
| Fielmann                    |      | Usługi, zabawa i inne / Zdrowie i uroda                                                                                  | 0           |
| Fonmix                      |      | Usługi, zabawa i inne | 0           |
| Fun Park                    |      | Usługi, zabawa i inne | -1          |
| Itaka                       |      | Usługi, zabawa i inne | 0           |
| Kantor Promes               |      | Usługi, zabawa i inne | 0           |
| Klub Fikotk                 |      | Usługi, zabawa i inne | -1          |
| Millenium Bank              |      | Usługi, zabawa i inne | 0           |
| Multikino                   |      | Usługi, zabawa i inne | -1          |
| Omoda - Jaecoo              |      | Usługi, zabawa i inne | 0           |
| Orange                      |      | Usługi, zabawa i inne | 0           |
| Photo Store                 |      | Usługi, zabawa i inne | 0           |
| Play                        |      | Usługi, zabawa i inne | 0           |
| Plus - Polsat Box           |      | Usługi, zabawa i inne | 0           |
| Pralnia EBS                 |      | Usługi, zabawa i inne | 0           |
| RachCiach                   |      | Usługi, zabawa i inne | -1          |
| Rainbow                     |      | Usługi, zabawa i inne | 0           |
| T-mobile                    |      | Usługi, zabawa i inne | 0           |
| Telakces.com                |      | Usługi, zabawa i inne | 0           |
| Totalizator Sportowy        |      | Usługi, zabawa i inne | 0           |
| Tui                         |      | Usługi, zabawa i inne | 0           |
| Ubezpieczenia Conditor      |      | Usługi, zabawa i inne | 0           |
| Uilla Flowers               |      | Usługi, zabawa i inne | 0           |
| Virgin                      |      | Usługi, zabawa i inne | 0           |
| Vision Express              |      | Usługi, zabawa i inne / Zdrowie i uroda                                                                                  | 0           |
| Douglas                     |      | Zdrowie i uroda | 0           |
| DOZ Apteka                  |      | Zdrowie i uroda | 0           |
| Hebe                        |      | Zdrowie i uroda | 0           |
| Neonail                     |      | Zdrowie i uroda | 0           |
| Rossmann                    |      | Zdrowie i uroda | 0           |
| Sephora                     |      | Zdrowie i uroda | 0           |
| Ziaja                       |      | Zdrowie i uroda | 0           |

### Karty Podarunkowe
Centrum Handlowe Jantar oferuje zainteresowanym klientom możliwość wyrobienia kart podarunkowych, pozwalających na, za opłaconą wcześniej kwotę w granicach od 50 do 1000 złotych, dokonywanie płatności we wszystkich lokalach znajdujących się na terenie galerii. Zakup możliwy jest zarówno przy specjalnym stanowisku obłsugii klienta, przez platformę internetową jak i za pomocą elektronicznego kiosku zwanego „kartomatem”
Konieczność podawania szczegółowych danych osobowych przy zakładaniu bonu doprowadziła do niezadowolenia części klientów, co opisano w prasie lokalnej. Centrum uzasadniało taki stan rzeczy obowiązującym w Polsce prawem.

## Centrum Handlowe a region

### Statystyki
Już od pierwszych lat funkcjonowania obiektu jego zarządcy w ramach promocji własnej wprowadzali do informacji publicznej statystyki pozytywne, mówiące o dużych korzyściach i zyskach, zarówno dla inwestorów, przedsiębiorców krajowych, dzierżawców lokali, klientów detalicznych i społeczności lokalnej, wynikających z faktu istnienia kompleksu.
W latach 2008 - 2011 spółka Mayland Real Estate odnotowywała rokroczny wzrost ilości liczby klientów o 10% a wartość i wolumen sprzedaży o 8%. Ogłoszono także, że zsumowana liczba utworzonych stanowisk pracy wyniosła ponad tysiąc miejsc. Na rok 2011 uzyskano także wynik 4,5 miliona indywidualnych odwiedzin, co przełożyło się na około 50% całości obrotu handlowego miast Słupska i Ustki.
Zgodnie z analizami i badaniami rynku, pochodzenie odwiedzających centrum określono jako: w 55% bezpośrednich mieszkańców Słupska, w 45% ludność z pobliskich miejscowości. Ustalono także profil klienta, określony jako charakterystyczny dla dużego i regionalnego centrum handlowego, w którym przeważają kobiety i młodzi ludzie, dobrze usytuowani, o średnim i wyższym statusie materialnym.

### Pas włączania na ulicy szczecińskiej
Centrum Handlowe Jantar z ulicą Szczecińską połączone zostało poprzez dwa skrzyżowania, większe zachodnie oraz mniejsze wschodnie, gdzie przy drugim wyjazd z placu parkingowego umożliwiony jest wyłącznie za pomocą prawoskrętu i użycia pasu włączania się do głównego nurtu jezdni. Wśród lokalnych kierowców panuje jednak zwyczaj ignorowania namalowanej poziomej linii ciągłej pomiędzy pasem bocznym a trasą właściwą, wjeżdżając na środek ulicy od razu. Zjawisko to stanowi jawny proces łamania przepisów ruchu drogowego oraz potencjalnie może doprowadzić do zaistnienia sytuacji niebezpiecznych; określane jest także przez wielu uczestników drogi jako działanie uciążliwe.
Słupska Policja oraz Zarząd Infrastruktury Miejskiej podejmowały wzajemnie wspierające się działania mające na celu zapobiegnięciu dalszego istnienia problemu, w tym między innymi w postaci wzmożonej ilości patroli samochodowych oraz odświeżenia i odmalowania oznakowania. W latach 2014 oraz 2021 odnotowywano jednak ciągły brak poprawy sytuacji.
Pomimo faktu braku odpowiedzialności czy prawnej możliwości kontroli zjawiska przez Centrum Handlowe Jantar, ze względu na fakt bezpośredniego powiązania miejsca i problemu z parkingiem należącym do galerii, oraz przeszłość współpracy zarządu kompleksu przy kreowaniu siatki ulic miasta Słupsk, wspominana i kontaktowana jest ona w wielu przypadkach publicznego i medialnego zainteresowania tematem.

### W dokumencie
Realia społeczne, gospodarcze i ustrojowe panujące w Polskiej Rzeczpospolitej Ludowej doprowadzały często do faktu ciągłości zatrudnienia w jednym zakładzie pracy przez jego pracowników w jednostkach czasu liczonych w dekadach, stanowiąc trzon doświadczeń zawodowych i życia codziennego tychże załóg. Duże państwowe przedsiębiorstwa posiadały rozbudowaną infrastrukturę przyzakładową, takie jak własne stołówki, przychodnie czy przedszkola, oraz ofertę kulturalną i wypoczynkową, w postaci wspólnego towarzyskiego spędzania czasu w klubach lub na wyjazdach wakacyjnych, co stanowiło podstawy do bardzo silnego zżywania się i wspólnej identyfikacji zatrudnionych między sobą, jak i z pracodawcą.
Zmiany wynikające z zapaści systemu komunistycznego, procesów znaczącej liberalizacji gospodarczej, prywatyzacji oraz pochodnej tego deindustrializacji i wzrostu udziału sektora usług w ekonomii Polski doprowadziły kolejno wpierw: do zamknięć wielu zakładów przemysłowych, a następnie, ze względu na częste ich położenie tuż przy ludnych skupiskach mieszkalnych, dużą zajmowaną powierzchnię oraz niskie ceny gruntu lub wykupu zadłużonych przedsiębiorstw, stanowiły chętny cel zakupu przez firmy deweloperskie, zajmujące się na ich terenie budową nowych wielkopowierzchniowych kompleksów handlowo - usługowych. Sytuacja taka wystąpiła także w przypadku zakładów Sezamor oraz budowy na ich terenie Centrum Handlowego Jantar (szczegóły: rozdział „Historia”).

Słupskiej części tego fragmentu historii poświęcony został, wydany w grudniu 2016, roku film dokumentalny „Po ich trudzie pozostał tylko ślad” autorstwa Marcina Prusaka (scenariusz i reżyseria) oraz Andrzeja Szczepańskiego (zdjęcia i montaż). Dokument opowiada po kolei o różnych firmach istniejących w regionie, opisywanych wymiennie przez ekspertów - historyków (w wielu przypadkach będących członkami kadry akademickiej Uniwersytetu Pomorskiego w Słupsku) oraz byłych członków ich załóg, kładąc szczególny nacisk na wypowiedzi i towarzyszące temu emocje w przypadku grupy drugiej, ukazując i komentując w ten sposób przebieg transformacji, trudną rzeczywistość i stan ekonomiczny społeczeństwa. Część materiału poświęcona jest byłemu przedsiębiorstwu Sezamor, co przekłada się także na rozmowę o istniejącej w jego miejscu galerii.
Ja nie byłem w Jantarze ani razu. Wiadomo, tam jest Jantar zbudowany. Powiedziałem, że moja noga tam nie stanie. Jak przejeżdżam (…) człowiekowi łezka idzie (…) 32 lata, każdy kąt człowiek znał, to tak jakby komuś dom rodzinny zabrali.

Ryszard Sokalski; pracownik Sezamoru w latach 1973 - 2005.
Centrum Handlowe Jantar na łamach filmu nie jest przedstawiany jako miejsce stricte złe - fakt jego istnienia ukazywany jest jako między innymi szansa rozwojowa dla okolicy, miejsce zapewniające zarobek i miejsca pracy, wpływające na potencjał i dalsze znaczenie Pomorza Środkowego w Polsce. Wspomniane jest jednak w szerszym kontekście personalnego bólu i poczucia straty, wynikającego z bolesnego procesu przemiany sytuacji Rzeczypospolitej na przełomie lat osiemdziesiątych i dziewięćdziesiątych XX - go wieku, a odczuwanego przez wielu Polaków, nawet pomimo znaczącego wzrostu zamożności i wolności społeczeństwa, stanowiącego ważną część doświadczeń współczesnego Narodu Polskiego.